# Кетебе Джилве

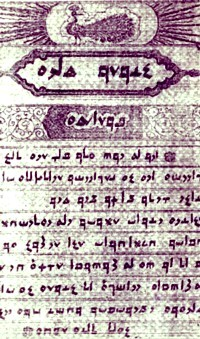
Страница из езидской рукописи «Китаб Джальва».

Кетебе Джилве (Китаб Джильва /курд. Kitêba Cilwe/, Китаб-ол-Джилва /«Ал-Джилва»/ , Масхаф аль-Джальва, Книга «Джилве», «Книга откровения») — одна из двух главных священных книг езидов, в которых изложена доктрина религии езидов (езидство, езидизм) — догматика, каноны, космогония и обряды.
Книга написана тайным шрифтом (аутентичным езидским алфавитом) на одном из диалектов курдского языка, начинается небольшим вступлением и состоит из пяти глав.

Повествование в книге ведётся от первого лица, начинаясь следующими словами: 
Я был, я есть и нет мне конца…

## Комментарии
1. ↑  Вторая — Масхафа раш («Чёрная книга»).
2. ↑  Консонантное левостороннее письмо семитского типа, обслуживавшее курдский язык
3. ↑  По мнению австрийского учёного-ираниста М. Битнера — на южнокурманджийском диалекте сорани курдского языка.